# Hornisgrinde
Die Hornisgrinde ist mit 1164,4 m ü. NHN der höchste Berg des Nordschwarzwaldes. Sie ist ein langgestreckter Bergrücken mit einer Länge von rund zwei Kilometern und liegt ungefähr in Nord-Süd-Ausrichtung.

## Name
Die Herkunft des seit 1605 nachweisbaren Namens ist unsicher. Eine Deutung leitet ihn aus Horn, mis und grinte ab, was so viel bedeutet wie Bergrücken, der auf seiner Höhe ein Moor trägt.

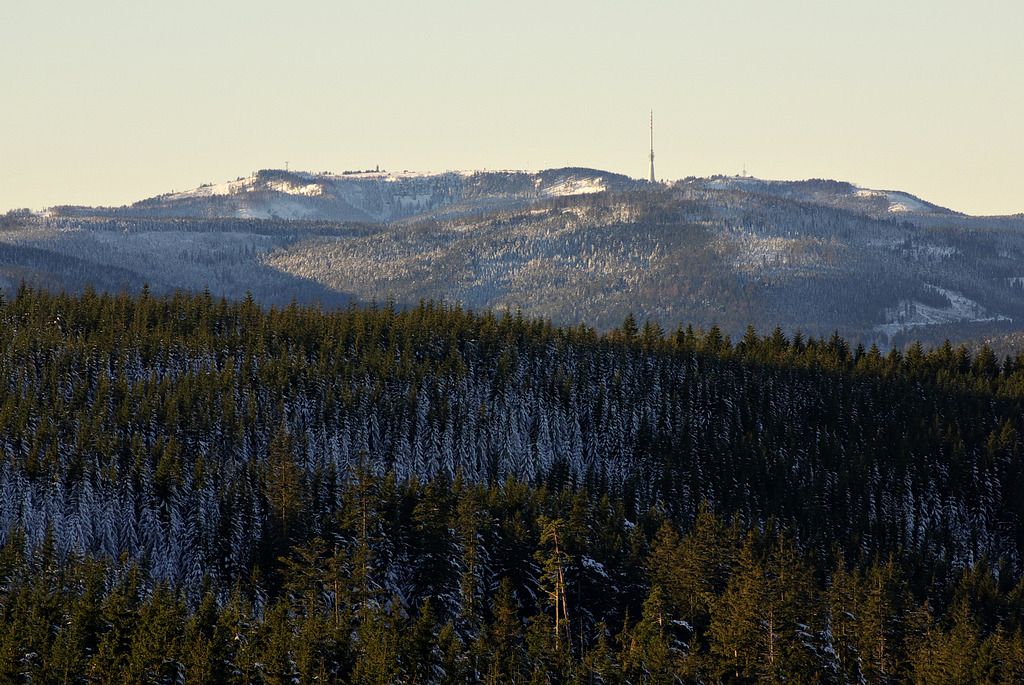
Die Hornisgrinde vom nordöstlich gelegenen Hohloh aus

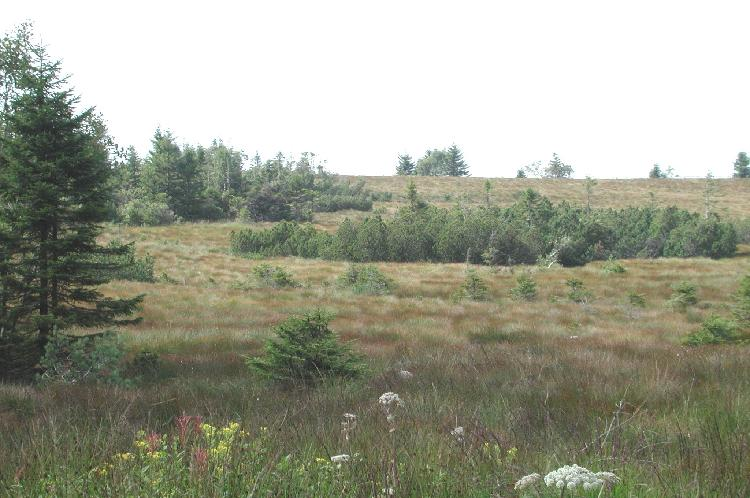
Geschütztes Gipfelhochmoor mit krüppelwüchsigen Gehölzen

## Geographie
Der Gipfelrücken der Hornisgrinde wird eingerahmt vom Muhrkopf  (1004 m ü. NHN) bei Unterstmatt im Norden und dem Mummelsee (1028,5 m ü. NHN) im Süden. Im Westen wird der Abhang in etwa 900 bis 1000 m Höhe durch die Schwarzwaldhochstraße (B 500) durchschnitten, im Osten fällt der Hang steil zum eiszeitlichen Kar Biberkessel mit dem verlandenden Blindsee ab. Der Gipfelrücken geht im Südwesten in den 1123,6 m ü. NHN hohen Katzenkopf über, im Südosten fällt der Grat in Richtung Seibelseckle ab. Der Katzenkopf und der südöstliche Grat der Hornisgrinde bilden das Kar des Mummelsees.
Nach Westen fällt das Gelände vom Gipfel der Hornisgrinde bis ins Rheintal auf nur 8 km Entfernung über 1000 Höhenmeter ab.

### Grinden und Hochmoor
Die Grinden, baumlose Feuchtheiden auf der Hochfläche, entstanden nach der Rodung des Waldes und der anschließenden Nutzung als Weidefläche ab dem 15. Jahrhundert. Dagegen ist das bis zu fünf Meter starke Hochmoor im südöstlichen Bereich des Gipfelplateaus von Natur aus unbewaldet. Es wird angenommen, dass es mindestens 6.000 Jahre alt ist. Teile der Hochfläche mit dem Hochmoor und die Karwand zum Biberkessel wurden 1992 zum 95 ha großen Naturschutzgebiet Hornisgrinde-Biberkessel erklärt.

### Klima

Die Hornisgrinde gehört zu den niederschlagsreichsten Orten in Deutschland. Der durchschnittliche Jahresniederschlag beträgt 1931 l/m² (= mm). Über 99 % der Messstellen des Deutschen Wetterdienstes zeigen niedrigere Werte an. Der trockenste Monat ist der Februar; am meisten regnet es im Juni. Im niederschlagreichsten Monat fällt ca. 1,4-mal so viel Regen wie im trockensten Monat. Die jahreszeitlichen Niederschlagschwankungen liegen im oberen Drittel. In über 81 % aller Orte schwankt der monatliche Niederschlag weniger.
|                        | Jan   | Feb   | Mär   | Apr   | Mai   | Jun   | Jul   | Aug   | Sep   | Okt   | Nov   | Dez   |   |         |
| Mittl. Temperatur (°C) | −2,6  | −2,3  | −0,3  | 3,0   | 7,4   | 10,6  | 12,9  | 12,5  | 10,1  | 6,6   | 1,0   | −1,6  | ⌀ | 4,8     |
|                        |       |       |       |       |       |       |       |       |       |       |       |       |   |         |
| Niederschlag (mm)      | 164,0 | 138,7 | 159,8 | 149,2 | 180,2 | 190,4 | 165,2 | 153,3 | 139,7 | 145,2 | 167,3 | 177,7 | Σ | 1.930,7 |

|  |

|  |

|  |

|  |

|  |

|  |

|  |

|  |

|  |

|  |

|  |

|  |

|  |

|  |

|  |

|  |

|  |

|  |

|  |

|  |

|  |

|  |

|  |

|  |

## Geschichte

### Dreifürstenstein

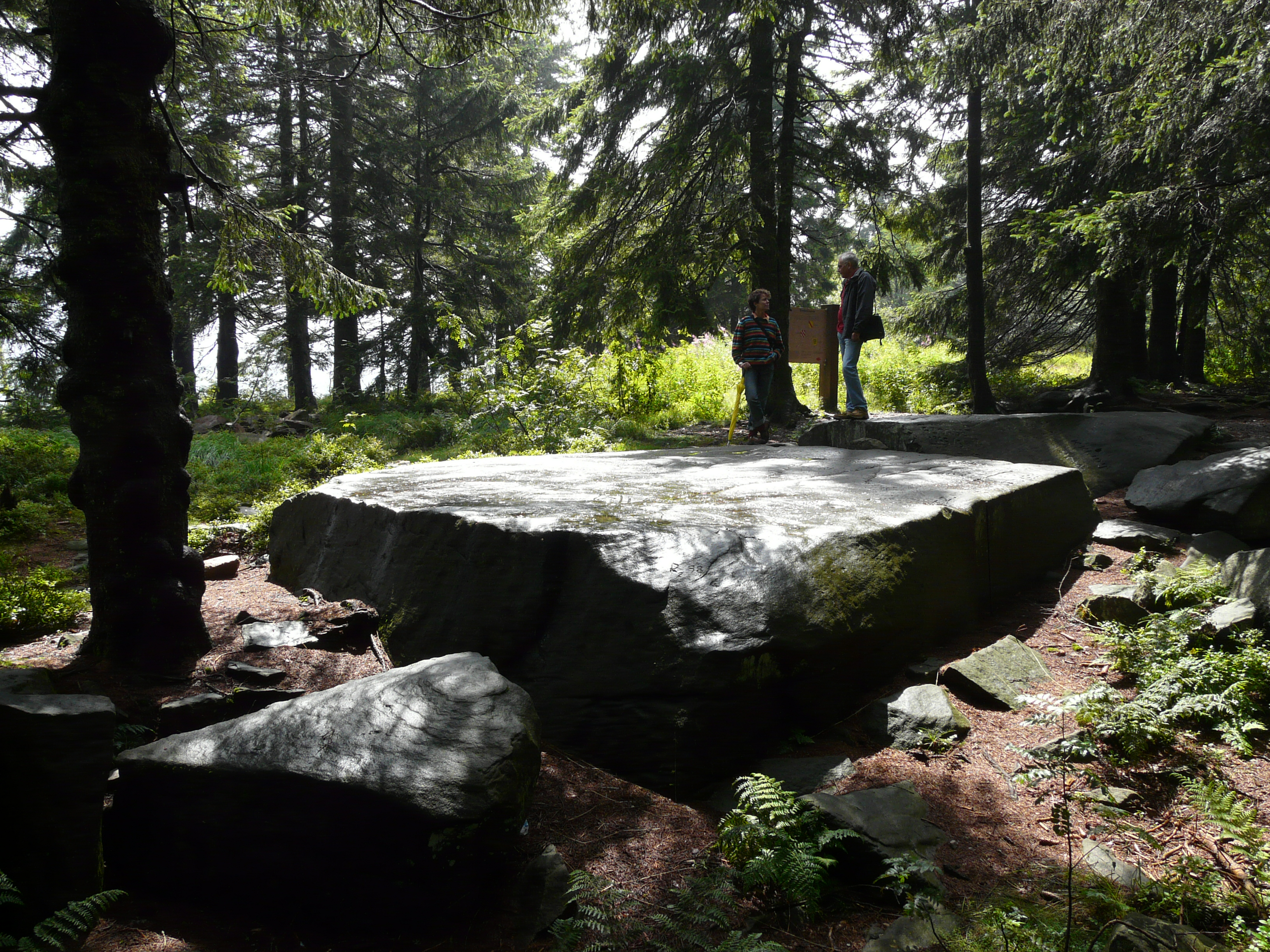
Dreifürstenstein

Der Dreifürstenstein (früher auch Dreimarkstein) ist eine Buntsandsteinplatte, die sich am südöstlichen Rand der Hochfläche befindet. Seit 1722 markierte er die Grenze zwischen der Markgrafschaft Baden, dem Herzogtum Württemberg und dem Fürstbistum Straßburg. Heute stellt der Punkt die Gemarkungsgrenze zwischen den ehemals badischen Gemeinden Sasbach und Seebach sowie der ehemals württembergischen Gemeinde Baiersbronn dar. Mit einer Höhe von 1151 m ü. NN  war der Dreifürstenstein der höchste Punkt Württembergs.

### Militärische Nutzung

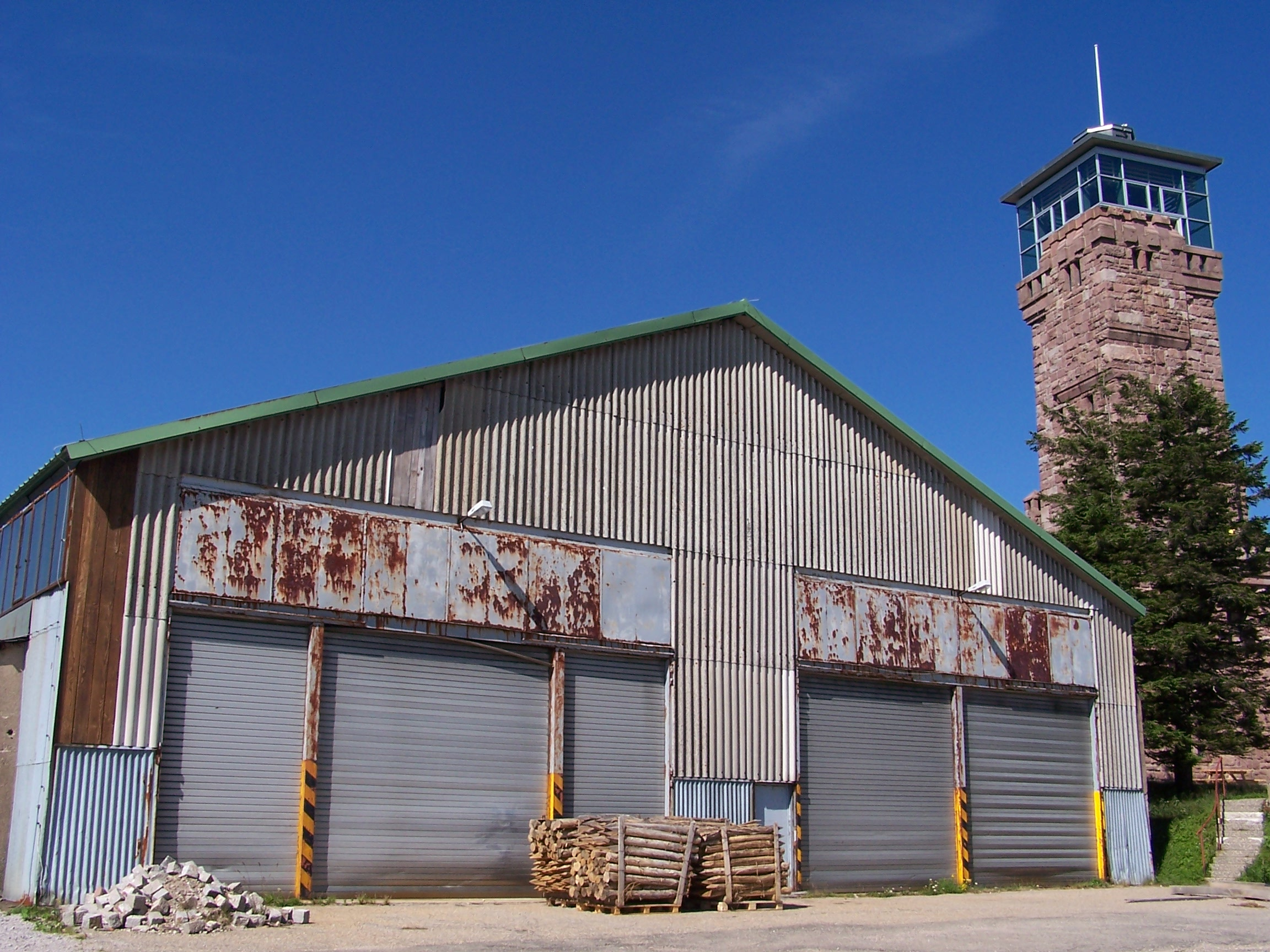
Alter Hangar unterhalb des Hornisgrindeturms

Im Jahr 1938 wurde der gesamte südliche Bereich der Gipfelebene zum militärischen Sperrgebiet erklärt. Ab 1942 von der Luftwaffe als Flugabwehrstellung genutzt, übernahmen 1945 die französischen Luftstreitkräfte den Standort. Diese betrieben auf der Hornisgrinde eine Abhörstation im Auftrag des französischen Auslandsgeheimdienstes SDECE bzw. DGSE. Später wurde der Standort parallel auch von der Bundeswehr und der NATO genutzt. Nachdem die Anlage 1994 außer Betrieb ging und dann mehrere Jahre lang brachlag, wurde das Sperrgebiet 1997 freigegeben. 1999 übernahmen die Anrainergemeinden das bisher bundeseigene Gelände. Einige der Gebäude und Masten sind bis heute erhalten, verfallen aber zusehends. In den 1960er Jahren existierte dort auch ein als Holzfachwerkkonstruktion ausgeführter Sendeturm.

## Tourismus
Über den Bergrücken führt der Westweg, entlang des West- und Südabhangs verläuft die Schwarzwaldhochstraße mit einem großen Parkplatz am Mummelsee. Von dort führt ein Lehrpfad mit Schautafeln des Naturschutzzentrums Ruhestein über die Gipfelebene, der das Hochmoor mit einem Holzbohlenweg durchquert. Am Westhang der Hornisgrinde liegt das Weindorf Sasbachwalden, bekannt für sein Fachwerk und Blumenschmuck. Am südlichsten Rand des Bergplateaus befindet sich die 2017 neu erbaute Grindehütte, ein Ausflugslokal. Mit der Panoramalinie 423 führt eine Buslinie aus der Rheinebene von Achern bis auf den Gipfel der Hornisgrinde.

### Hornisgrindeturm

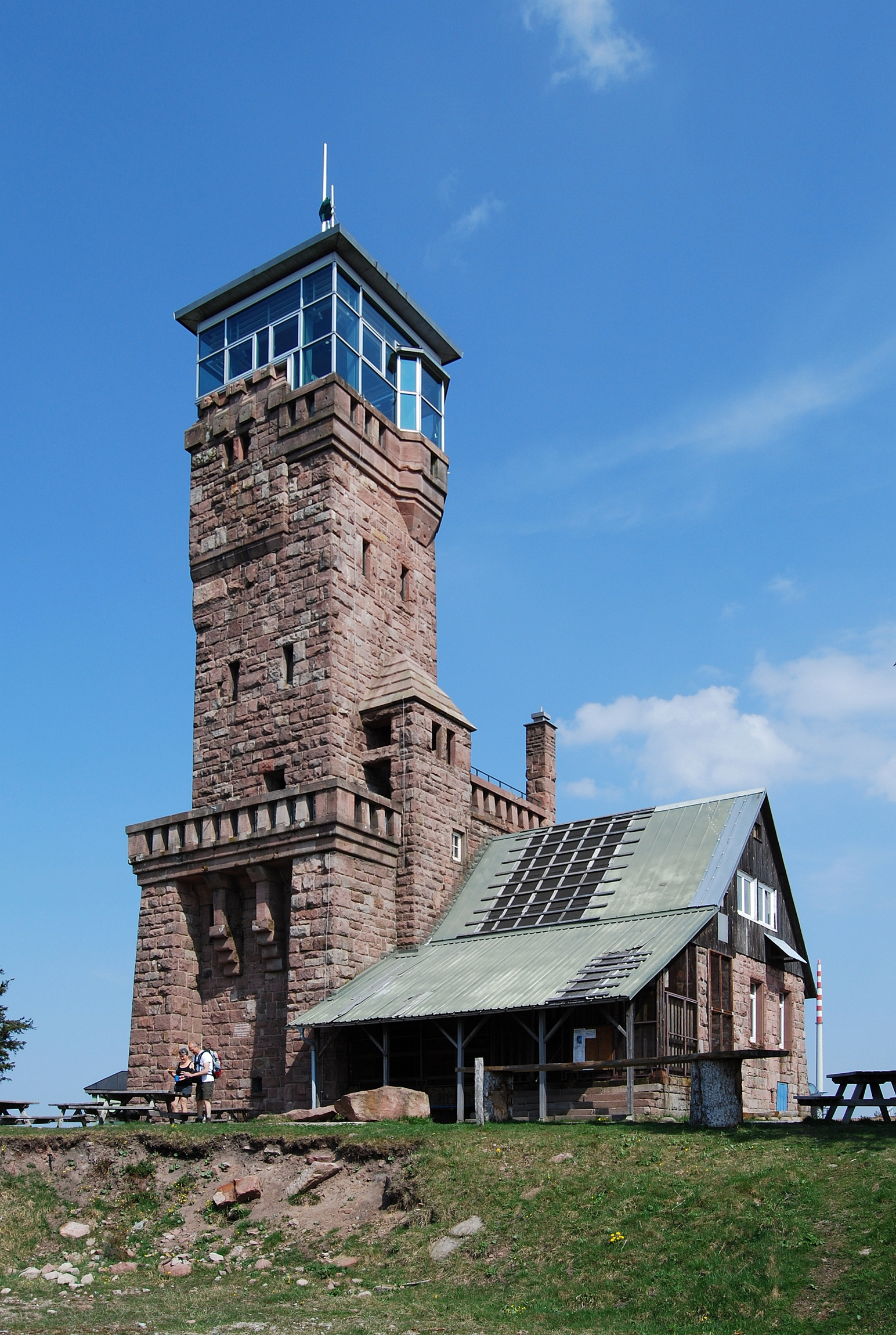
Hornisgrindeturm

Am südlichen Ende, oberhalb des Mummelsees, steht der 23 m hohe Hornisgrindeturm. Sein Bau 1910 geht auf die Initiative des Badischen Schwarzwaldvereins zurück. Als Baumaterial wurde in der Nähe anstehender Buntsandstein verwendet. Zusammen mit dem Mummelsee war der Turm seinerzeit eines der beliebtesten Ausflugsziele der Region. 1942 wurde er von der deutschen Luftwaffe beschlagnahmt. Nach dem Zweiten Weltkrieg nutzte ihn das französische Militär. Im Jahr 2000 hat die Waldgenossenschaft Seebach den Turm vom Bund zurückerworben und der Gemeinde Seebach ein Erbbaurecht an dem Bauwerk übertragen. Am 29. Mai 2005 wurde der Turm wieder für die Allgemeinheit geöffnet. Er wurde von der Denkmalstiftung Baden-Württemberg zum „Denkmal des Monats Juni 2005“ ernannt. Bei relativ klarem Wetter hat man vom Turm eine Rundumsicht über zahlreiche Berge des Schwarzwaldes, die Vogesen, Teile des Pfälzerwaldes und der Schwäbischen Alb. Bei sehr guter Sicht sind im Süden einige Gipfel der Alpen erkennbar.

### Signalturm (Bismarckturm)
Am höchsten Punkt des Berges, inmitten der Gipfelebene, befindet sich ein weiterer Turm, der ursprünglich 7 m hohe, 1871 errichtete Signalturm, der früher der Landesvermessung diente. Dieser wurde 1892 durch Montage einer Treppe an der Außenseite in einen Aussichtsturm umgewandelt, war jedoch während der militärischen Nutzung des Gipfels unzugänglich.
Im Jahr 2001 wurde das auch als Bismarckturm bezeichnete Bauwerk saniert und durch eine neue, außen angebrachte stählerne Wendeltreppe wieder zugänglich gemacht. An der in 8 m Höhe liegenden Brüstung wurden an jeder Seite Edelstahlschautafeln mit Orientierungspunkten angebracht.

### Wintersport

#### Alpin
Direkt an der Hornisgrinde befindet sich keine Liftanlage. Nördlich des Gipfels befindet sich jedoch der Skizirkus Unterstmatt, mit zwei Liften am Nordhang des Muhrkopfes und dem Skilift Ochsenstall. Im Süden ist der Skilift Seibelseckle benachbart.

#### Langlauf
Um den Gipfel der Hornisgrinde herum führt eine 14 km lange Rundloipe, die sich aus den Teilstrecken Mummelseeloipe (6 km), Hundsrückenloipe (4,5 km) und der Verbindungsloipe Ochsenstall-Seibelseckle (3,5 km) zusammensetzt. Sie ist für klassische und Skating-Technik präpariert. Einstiegsmöglichkeiten befinden sich am Mummelsee, am Bergsattel Seibelseckle und am Bergsattel Unterstmatt.

## Technische Bebauung

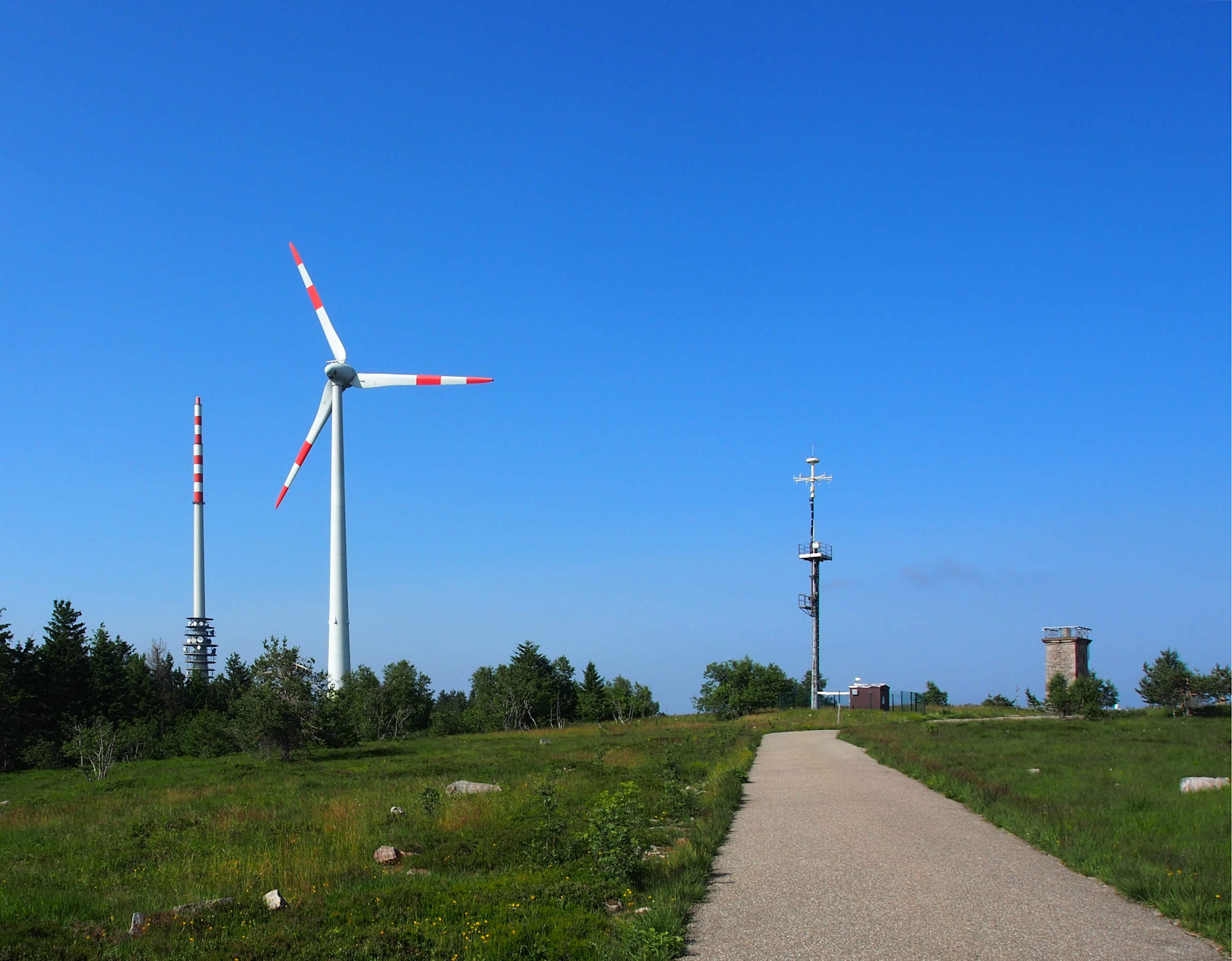
Windkraftanlage, SWR-Sendeturm, Wetterstation und Signalturm

Nördlich des Hochmoores befinden sich eine Windkraftanlage, ein Sendeturm des Südwestrundfunks und ein Sendeturm der Deutschen Telekom. Am Dreifürstenstein stehen umzäunte Stahlgittermasten einer militärisch genutzten Anlage.

### Windpark
Aufgrund der hohen Durchschnittswindgeschwindigkeit von 5,2 m/s im Jahresmittel auf 10 m Höhe wurde auf der Hornisgrinde Mitte der 1990er Jahre in privater Initiative ein kommerzieller Windpark errichtet. 1994 wurden zwei Windkraftanlagen des Herstellers Seewind (Modell 20/110) zu je 110 kW Leistung erbaut, eine dritte Anlage vom gleichen Hersteller (Modell 25/132) mit 132 kW folgte 1996. Es handelt sich um den ältesten Windpark in Baden-Württemberg sowie den höchstgelegenen in Deutschland.
2015 wurde ein Repowering durchgeführt. Die drei Altanlagen wurden Mitte August 2015 abgebaut und durch eine größere Anlage des Typs Enercon E-70 ersetzt . Die neue Anlage verfügt bei einer Nennleistung von 2,3 MW über einen Rotordurchmesser von 71 Metern, eine Nabenhöhe von 85 m und eine Gesamthöhe von 120 m und wurde im Oktober 2015 in Betrieb genommen. Das prognostizierte Regelarbeitsvermögen liegt bei mehr als 5,2 Mio. kWh. Die drei Altanlagen aus den 1990er Jahren wurden in Italien wieder aufgebaut.

### Sendeanlagen

#### Südwestrundfunk
Nördlich des höchsten Punktes befindet sich ein 206 m hoher Sendeturm des Südwestrundfunks (SWR) in Stahlbetonbauweise, der von 1971 bis 1972 errichtet wurde. Der Turm ist für die Öffentlichkeit nicht zugänglich.

#### Deutsche Telekom

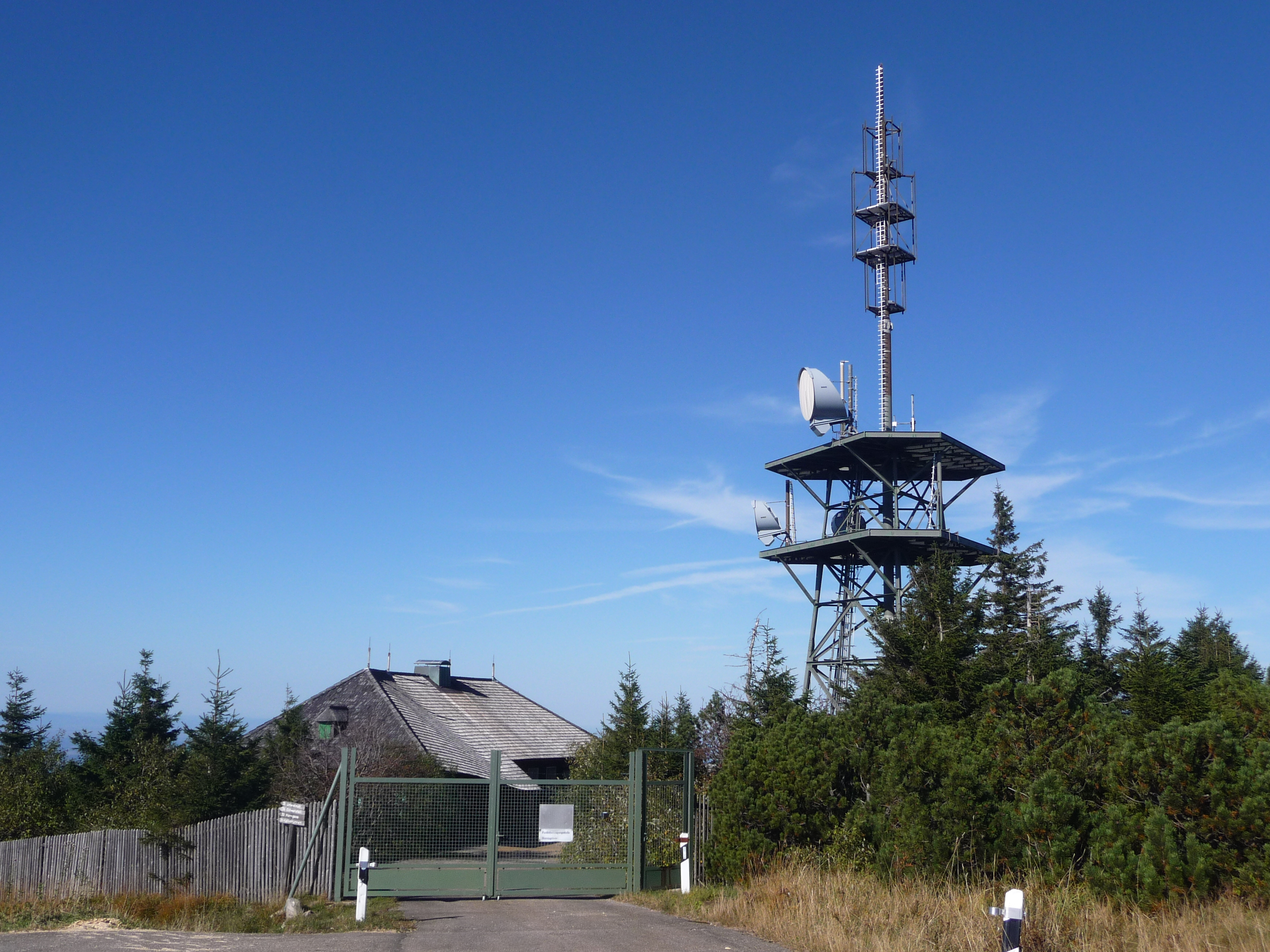
Funkübertragungsstelle der Deutschen Telekom

Am nördlichen Ende des Gipfelplateaus befindet sich ein Sendeturm  der Deutschen Telekom AG. Dieser beherbergt unter anderem eine Relaisstation für Amateurfunk-Fernsehen. Bis 2005 wurde von diesem Turm auch das Programm des Deutschlandfunks ausgestrahlt, bevor der Sender zum höheren und damit weiter reichenden Turm des Südwestrundfunks verlagert wurde. Auch dieser Turm ist für die Öffentlichkeit nicht zugänglich.

#### Vodafone
Am südlichen Ende des Gipfelplateaus befindet sich ein als freistehende Stahlfachwerkkonstruktion ausgeführter Sendeturm  von Vodafone Deutschland, der im Jahr 2008 errichtet wurde. Dieser beherbergt eine GSM- und LTE-Basisstation und dient als Richtfunkknoten.

## Philatelistisches
Am 18. Dezember 2018 gab die Deutsche Post ein Postwertzeichen im Nennwert von 70 Eurocent mit dem Motiv der Hornisgrinde in der Serie Wildes Deutschland heraus. Der Entwurf stammt von Dieter Ziegenfeuter.